# سلايت سبرينغز (مسيسيبي)
سلايت سبرينغز (بالإنجليزية: Slate Springs, Mississippi)‏ هي قرية تقع في الولايات المتحدة في مقاطعة كالهون (مسيسيبي). يقدر عدد سكانها بـ 121 نسمة ومساحتها 3.7 كم2 .

## الموقع الجغرافي
الموقع الجغرافي للمناطق المحيطة بهذه النقطة هو كالتالي:

## أعلام
- فوكس كونر